# Melchor de Benisa

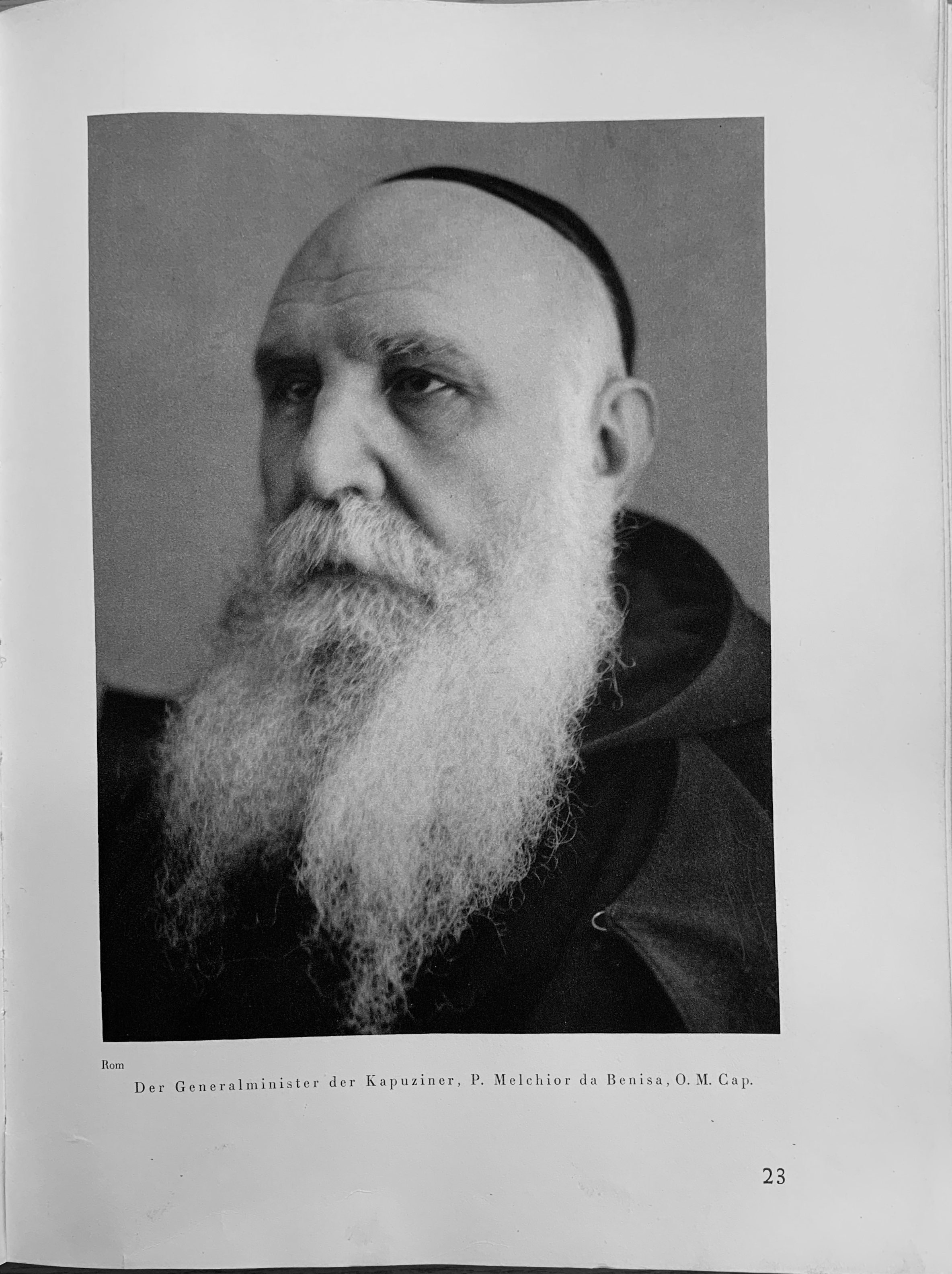
Melchor de Benisa

Melchor de Benisa, bürgerlicher Name: Juan Bautista Pineda Capó (* 10. Mai 1871 in Benisa; † 27. August 1957 in Masamagrell) war von 1926 bis 1932 der 62. Generalminister der Kapuziner.

## Leben
Juan Bautista Pineda Capó wurde am 10. Mai 1871 als Sohn des Juan Bautista Pineda und dessen Ehefrau Rosa Capó in Benisa geboren. Am 15. November 1885 in Fuenterrabía als Kapuziner eingekleidet (Ordensname: Melchior), legte er dort am 11. Mai 1886 die zeitlichen und am 11. Mai 1890 in Orihuela die feierlichen Ordensgelübde ab. Am 3. Dezember 1893 erhielt er die Priesterweihe.
Danach war er Lehrer am Seraphischen Seminar in Orihuela (1890), Lektor der Philosophie (1893, 1895 und 1899) und Rektor der Choristen (1948). Im Orden hatte er nacheinander folgende Aufgaben: Provinzialvisitator der Mission Guajira in Kolumbien (1899), Oberer in Totana (1904, 1907, 1911 und 1914), Provinzialdefinitor (1895, 1898, 1907, 1911 und 1914), Generalkustos (1898 und 1904), Provinzialminister (1902 und 1935), Rektor des Internationalen Kollegs San Lorenzo da Brindisi in Rom (1918), Generaldefinitor (1917 und 1920), Generalprokurator (1920) und schließlich Generalminister (1926–1932).
Er gründete das Kolleg San Buenaventura in Totana (1900) und war bis 1917 dessen Rektor. Er gründete die Zeitschrift Florecillas de San Francisco (1900) und war in den Jahren 1900 bis 1902 und 1912 bis 1917 deren Direktor. Er gründete das Internationale Kolleg des Heiligen Laurentius von Brindisi in Assisi, das später als Historisches Institut bekannt wurde (1930), und förderte die Veröffentlichung von Collectanea Franciscana (1931). 1935 gründete er den provinzinternen Rundbrief Vinctilum Caritatis.
Als Vertreter des Generalministers war er Präsident des Nationalkongresses der spanischen Franziskanertertiaren, der 1912 in Madrid stattfand. Er genoss den Ruf eines außergewöhnlichen Redners und Predigers. 1912 hielt er in Madrid die Konferenzen von San Ginés und predigte im selben Jahr bei den Trauerfeierlichkeiten zu Ehren des verstorbenen Don Marcelino Menéndez y Pelayo.
Nach seiner Rückkehr nach Spanien wurde er 1935 erneut zum Provinzial der Ordensprovinz Valencia gewählt. Während dieser Amtszeit musste er sich den schwierigen Umständen des Spanischen Bürgerkriegs stellen, in dem er selbst inhaftiert war.
Er starb am 27. August 1957 in Masamagrell bei Valencia und wurde in der Pfarrkirche von Benisa bestattet.